# Film cechi proposti per l'Oscar al miglior film straniero
A partire dal 1995, alcuni film cechi sono stati candidati al Premio Oscar nella categoria miglior film straniero.
La Repubblica Ceca ha vinto in totale una statuetta nell'edizione del 1997 grazie al film Kolya di Jan Svěrák su un totale di tre nomination.
Prima di allora la Repubblica Ceca era parte della Cecoslovacchia che ha proposto ventitré film per l'Oscar tra il 1964 e il 1991 vincendo due Oscar e ottenendo sei nomination totali.
| Anno | Film                                                              | Regia             | Risultato     |
| ---- | ----------------------------------------------------------------- | ----------------- | ------------- |
| 1995 | Lesson Faust (Lekce Faust)                                        | Jan Švankmajer    | Non candidato |
| 1996 | Díky za každé nové ráno                                           | Milan Šteindler   | Non candidato |
| 1997 | Kolya                                                             | Jan Svěrák        | Vincitore     |
| 1998 | Zapomenuté světlo                                                 | Vladimír Michálek | Non candidato |
| 1999 | Je třeba zabít Sekala                                             | Vladimír Michálek | Non candidato |
| 2000 | Il ritorno dell'idiota (Návrat idiota)                            | Saša Gedeon       | Non candidato |
| 2001 | Divisi si perde (Musíme si pomáhat)                               | Jan Hřebejk       | Candidato     |
| 2002 | Dark Blue World (Tmavomodrý svět)                                 | Jan Svěrák        | Non candidato |
| 2003 | Divoké včely                                                      | Bohdan Sláma      | Non candidato |
| 2004 | Želary                                                            | Ondřej Trojan     | Candidato     |
| 2005 | Horem pádem                                                       | Jan Hřebejk       | Non candidato |
| 2006 | Una cosa chiamata felicità (Štěstí)                               | Bohdan Sláma      | Non candidato |
| 2007 | Šílení                                                            | Jan Švankmajer    | Non candidato |
| 2008 | Ho servito il re d'Inghilterra (Obsluhoval jsem anglického krále) | Jiří Menzel       | Non candidato |
| 2009 | I fratelli Karamazov (Karamazovi)                                 | Petr Zelenka      | Non candidato |
| 2010 | Protettore (Protektor)                                            | Marek Najbrt      | Non candidato |
| 2011 | Kawasakiho růže                                                   | Jan Hřebejk       | Non candidato |
| 2012 | Alois Nebel                                                       | Tomáš Luňák       | Non candidato |
| 2013 | Ve stínu                                                          | David Ondříček    | Non candidato |
| 2014 | Donšajni                                                          | Jiří Menzel       | Non candidato |
| 2015 | Fair Play                                                         | Andrea Sedláčková | Non candidato |
| 2016 | Cure a domicilio (Domácí péče)                                    | Slávek Horák      | Non candidato |
| 2017 | Ztraceni v Mnichově                                               | Petr Zelenka      | Non candidato |
| 2018 | Bába z ledu                                                       | Bohdan Sláma      | Non candidato |
| 2019 | Všechno bude                                                      | Olmo Omerzu       | Non candidato |
| 2020 | Nabarvené ptáče                                                   | Václav Marhoul    | Short-list    |
| 2021 | Charlatan (Šarlatán)                                              | Agnieszka Holland | Short-list    |
| 2022 | Zátopek                                                           | David Ondříček    | Non candidato |
| 2023 | Il Boemo                                                          | Petr Václav       | Non candidato |

| Non candidato | Il film è stato proposto dalla Repubblica Ceca, ma non è stato candidato dall'Academy of Motion Picture Arts and Sciences. |
| Short-list    | Il film è entrato nella "short-list" stilata a gennaio dei nove candidati per l'Oscar al miglior film straniero.           |
| Candidato     | Il film è entrato a far parte dei cinque candidati per l'Oscar al miglior film straniero.                                  |
| Vincitore     | Il film ha vinto l'Oscar al miglior film straniero.                                                                        |